# Il martello degli dei
Il martello degli dei è la biografia del gruppo inglese Led Zeppelin, scritta dallo scrittore statunitense Stephen Davis nel 1985, e uscita in Italia nel 1988 (e poi in un'edizione aggiornata nel 2002), per Arcana Editore, nella collana I Classici Arcana.

## Trama
Il libro, tradotto dall'inglese da Guido Chiesa, parla della storia dei Led Zeppelin, partendo dalle esperienze giovanili del chitarrista Jimmy Page e raccontando, via via, gli incontri che lo hanno spinto ad entrare negli Yardbirds e quelli che lo hanno indotto a fondare il gruppo. Il libro è stato scritto grazie alle testimonianze degli stessi componenti, dei collaboratori più stretti e per mezzo di interviste rilasciate dalla band nel tempo.

## Copertina
La copertina della prima edizione ritrae il cantante Robert Plant ed il chitarrista Jimmy Page, con quest'ultimo intento a suonare la sua Gibson EDS-1275 al concerto dell'Earls Court (1975). Nella prima edizione, scritto a caratteri molto grandi, il titolo Il Martello degli Dei - La Saga dei Led Zeppelin è messo bene in evidenza. La seconda edizione, invece, utilizza un disegno rappresentante il famoso dirigibile, con la scritta Led Zeppelin, mentre sorvola l'entrata di un teatro formata da pile di amplificatori, il tutto su sfondo nero e rosso. Il titolo è posto proprio sotto il nome dell'autore, mentre il sottotitolo (La saga dei Led Zeppelin) appare appena sopra il disegno del dirigibile. La copertina è un palese richiamo al doppio album dal vivo "The song remains the same" ed è stata utilizzata per la raccolta "Mothership".